# San Leonardo (Nueva Ecija)
San Leonardo ist eine philippinische Stadtgemeinde in der Provinz Nueva Ecija. Sie hat 65.299 Einwohner (Zensus 1. August 2015).
San Leonardo liegt zwischen Gapan City und Santa Rosa.

## Baranggays
San Leonardo ist politisch unterteilt in 15 Baranggays.
- Mallorca
- Bonifacio (Población)
- San Bartolomé (Población)
- Burgos (Población)
- Rizal (Población)
- Mambangnan
- Nieves
- Castellano
- San Roque
- San Anton
- Tambo-Adorable
- Magpapalayok
- Tabuating
- Tagumpay
- Diversion